# Вероніка (циклон)
Циклон «Вероніка» (англ. Cyclone Veronica) — великий і потужний тропічний циклон, який спричинив серйозні наслідки в Західній Австралії протягом березня 2019 року.
Коли Вероніка обрушилася на Австралію в березні 2019 року, вона затопила основні райони та спричинила економічні збитки на суму близько 1,2 мільярда (доларів США), головним чином через перебої в експорті залізної руди, хоча повідомлень про смертельні випадки не надходило, що зробило його одним із двох відомих тропічних циклонів на мільярд доларів, які не спричинили жодної смерті. Вероніка також утворилася ближче до того часу, коли циклон Тревор обрушився на Квінсленд. Більшість прибережних регіонів зазнали певної шкоди.

## Метеорологічна історія

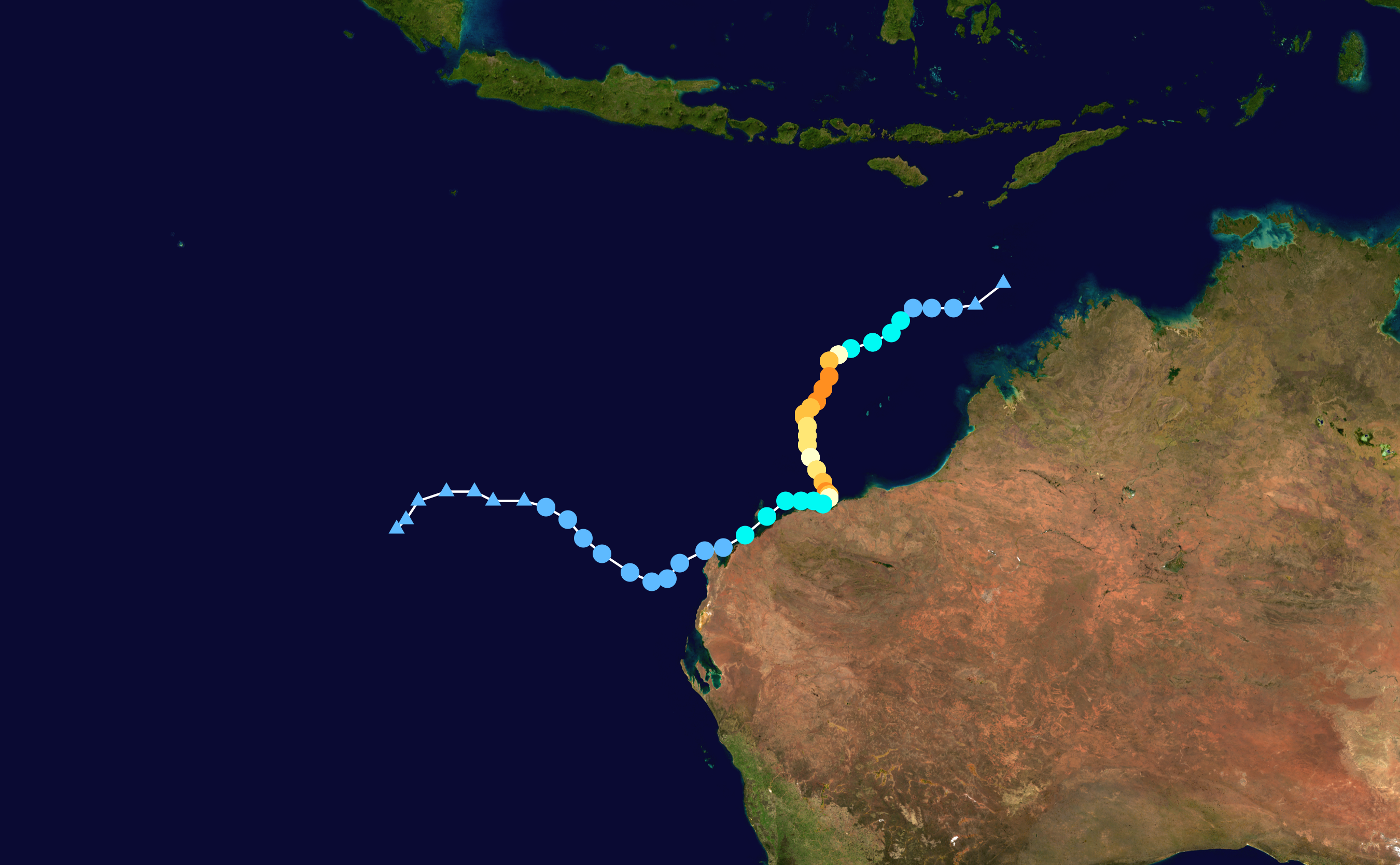
Карта шляху і інтенсивності Циклону Вероніка

18 березня на південний-схід від Східного Тимору утворився тропічний мінімум. Вранці 20 березня Бюро метеорології оцінило розвиток тропічного мінімуму як такий, що досяг потужності тропічного циклону, і назвало систему Вероніка. Зазнаючи надзвичайно сприятливих атмосферних умов і дуже високої температури поверхні моря, тропічний циклон «Вероніка» швидко посилювався протягом дня, досягнувши 3 категорії за австралійською шкалою лише через 18 годин.
Готуючись до проходу циклон у, основні судноплавні порти на узбережжі Пілбара були змушені припинити роботу в інтересах безпеки. Порт Порт-Гедленд, найцінніший експортний центр в Австралії та один із найбільших портів для завантаження залізної руди у світі, був закритий 22 березня, а роботу відновили майже через чотири дні. Внаслідок збою в гірничодобувних та експортних операціях Rio Tinto підрахувала, що її виробництво залізної руди скоротиться приблизно на 14 мільйонів тонметричних тонн у 2019 році. Пристань порту Rio Tinto Group на мисі Ламберт також зазнала шкоди від сильних хвиль спричинених циклоном, і ремонту сортувальної установки компанії Robe River після пожежі раніше в 2019 році року були відкладені. Компанія Fortescue Metals повідомила, що під час циклону було порушено експорт до 2 мільйонів тонн залізної руди. Загалом економічні витрати, пов'язані з перебоями у видобутку та збитками, завданими циклоном, досягли 1,7 мільярда австралійських доларів (1,2 мільярда доларів США).

## Підготовка та вплив

### Експортери залізної руди
За оцінками Rio Tinto Group, у 2019 році внаслідок циклону видобуток та експорт залізної руди скоротиться приблизно на 14 мільйонів тонн. Компанія Rio Tinto зазнала збитків на 1 мільйон австралійських доларів. Порт мису Ламберт також постраждав від хвиль. Через циклон було затримано ремонт сортувальної станції Robe River. Компанія Rio Tinto загалом зазнала збитків на суму 1,2 мільярда (доларів США).

### Порт Гедленд
Порту Гедленд булг закрито, і відновив роботу лише через чотири дні. Кораблі покинули порт, а жителі евакуювали у безпечні райони. Порт-Гедленд постраждав від великої повені, а сильний вітер розривав дахи з будинків було завдано збитків на 45 мільйонів австралійських доларів. Пориви вітру в сусідньому Саут-Гедленді становили 100 миль на годину, а вітер зі швидкістю 90 миль на годину там було повалені дерева та зірвані дахи з будинків.

### Пілбара
Підприємства в Пілбарі були змушені закритись в інтересах безпеки. Мешканці також були змушені евакуювати в безпечніши райони. На Пілбару також вплинули інші циклони наступного року, а саме циклони Блейк і Демієн. У частинах Пілбари спостерігався сильний вітер циклон повалив дерева та пошкодив будинки. Постраждали тисячі людей.

## Замітки
Через серйозні економічні збитки, спричинені циклоном у Пілбарі, ім'я Вероніка було вилучено зі списку та більше ніколи не використовуватиметься для назви іншого австралійського циклону. Його буде замінено на Веріті, коли відповідний список повториться.